# バンクーバー国際交通博覧会

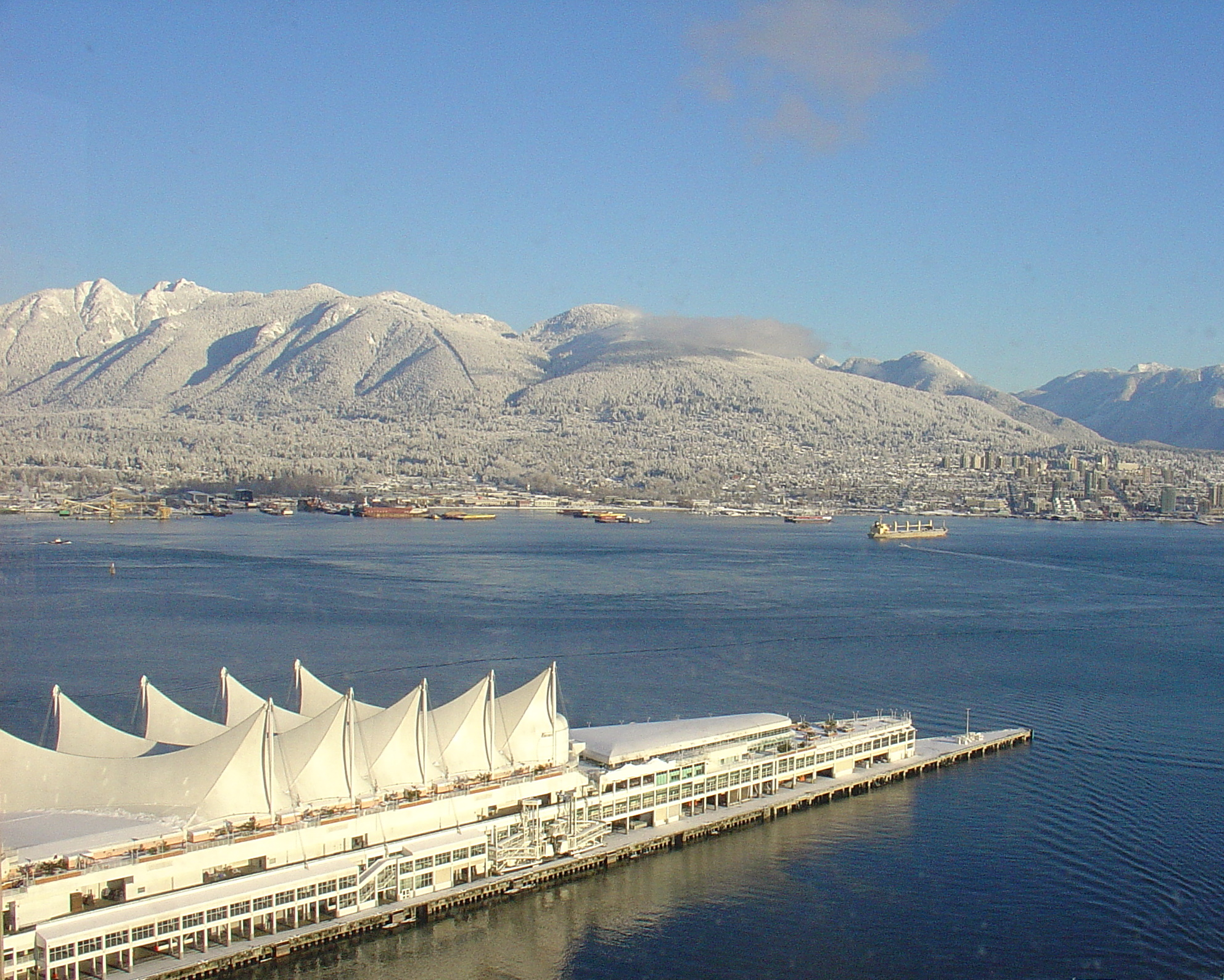
主催国カナダのパビリオン
（メイン会場からは離れて、バラード入り江に面して設けられた）

バンクーバー国際交通博覧会（バンクーバーこくさいこうつうはくらんかい, The 1986 World Exposition on Transportation and Communication, Expo 86）は、博覧会国際事務局 (BIE) 承認の国際博覧会（特別博）で、1986年5月2日から10月13日までカナダのバンクーバーで開催された。バンクーバー国際博、バンクーバー交通博などの略称も用いられる。テーマは「動く世界、触れ合う世界（World in Motion - World in Touch）」。万博としては1967年のモントリオール万国博覧会以来19年ぶりにカナダで開催され、54か国が参加し、会期中2,211万人が入場した。開会式や閉会式などの主要行事はBCプレイス・スタジアムで行われ、開会式にはチャールズ3世（当時皇太子）・ダイアナ妃が臨場した。

### マルチメディア
- CBC Archives - The food of Expo 86.
- CBC Archives Jim Pattison - a key person behind Expo 67 (from 1985) - and concerns about hosting Expo.